# أدي اشكنازي
أدي اشكنازي (بالعبرية: עדי אשכנזי‏) هي كوميدية ارتجالية ومذيعة ومقدمة تلفزيونية وممثلة إسرائيلية، ولدت في 23 مارس 1975 في تل أبيب في إسرائيل.

## وصلات خارجية
- أدي اشكنازي على موقع IMDb (الإنجليزية)
- أدي اشكنازي على موقع ميوزك برينز (الإنجليزية)
- أدي اشكنازي على موقع كينوبويسك (الروسية)